# Sinoennea
Sinoennea is een geslacht van weekdieren uit de klasse van de Gastropoda (slakken).

## Soorten
- Sinoennea fuzhouensis Zhou & Chen, 2006
- Sinoennea loeiensis Tanmuangpak & S. Tumpeesuwan, 2015
- Sinoennea longtangshanensis Zhang, Cheng & Chen, 2015
- Sinoennea manyunensis Fan, Tian & Chen, 2014[1]
- Sinoennea menglunensis Wang, Chen, Zhou & Hwang, 2015
- Sinoennea pupoidea Zhou & Zhang, 2009
- Sinoennea reischuetzorum Maasen, 2016
- Sinoennea strophiodes (Gredler, 1881)